# Мочёнов, Константин Фёдорович
Константин Фёдорович Мочёнов (род. 8 марта 1954 года, посёлок Новоподрезково (ныне Москва), Московская область, РСФСР) — российский геральдист и коллекционер.   
Член геральдических комиссий многих субъектов Российской Федерации (Геральдическая комиссия при Губернаторе Алтайского края, Геральдическая комиссия при Губернаторе Владимирской области, Геральдическая комиссия при губернаторе Воронежской области и др.). Автор и разработчик более чем 200 флагов и 300 гербов муниципальных образований на территории России. Исполнительный директор правления Союза геральдистов России.

## Биография
- 1969 год — окончил Новоподрезковскую среднюю школу.
- 1973 год — окончил Химкинский механический техникум.
- 1982 год — окончил Всесоюзный заочный машиностроительный институт (МГУПИ).
- 1973—1975 год — служба в судоремонтном батальоне Северного флота гарнизона Полярный.
- 1975—1990 год — старший инженер-конструктор, начальник цеха НПО «Энергомаш».
- В 1990 году основал московский областной клуб любителей геральдики «Родник», где является председателем.
- 1990—2006 год — начальник Московского отдела Союза геральдистов России.
- С 1992 года — шеф-редактор Всероссийского информационного бюллетеня «Вестник геральдиста»
- 5 января 2006 года — избран исполнительным директором правления Союза геральдистов России[5].

## Творческая деятельность
Создал или доработал флаги и гербы многих субъектов РФ:
- Разработал более чем 200 символов районов и округов Воронежской области[источник не указан 1219 дней],
  - включая город Воронеж[источник не указан 1219 дней].
- Разработал и изготовил систему муниципальных знаков и наград города Алексина[источник не указан 1219 дней]
  - и Алексинского района[источник не указан 1219 дней].
- Доработал флаг городского округа «Хасавюрт»[источник не указан 1219 дней].

## Награды
- медаль «За выдающийся вклад в развитие коллекционного дела в России» (2007)
- медаль «За заслуги научно-популярного журнала «Гербовед»
- почётный знак имени А. Б. Лакиера «Сподвижнику геральдики» I-й степени (2006)
- юбилейный знак «10 лет ВГО»

Также имеет почётные грамоты Центрального Комитета ВЛКСМ и губернаторов различных[каких?] областей.
Почётный житель города Алексина.
Внесён в Книгу Почёта воинской части №72084.

## Публикации
- Мочёнов К. Ф., Коржик Ю. В., Дюков В. Б. «Официальные символы муниципальных образований Красноярского края». —М.: «Гербы и флаги», 2011. — 168 с. Т.3000 экз.
- Мочёнов К. Ф., Коржик Ю. В. «Липецкая область. Геральдика. История. Современность». —М.: «Регионсервис», 2009. — 208 с. 602 илстр. Т.5000 экз.
- Мочёнов К. Ф., Коржик Ю. В., Раков А. В., Нагаевский В. В., Шарунов М. В., Сапелкин В. Н. «Официальные символы Краснодарского края и муниципальных образований». — М.: «Гербы и флаги», 2007. — 320 с. (630 илл.), Тираж 3000 экз.
- Мочёнов К. Ф., Коржик Ю. В. «Гербы современной России (справочник). Гербы областей, районов, городов, поселков и сел, внесённые в Государственный геральдический регистр Российской Федерации». М.: «Гербы и флаги», 2005. — 296 с., 6000 экз.
- Мочёнов К. Ф., Туник Г. А. «Официальные символы Челябинской области и муниципальных образований». Челябинск: 2004. — 296 с., 6500 экз.
- Мочёнов К. Ф., Туник Г. А., Маланичев Р. И. и др. «Официальные символы Подмосковья». М.: 2003. — 159 с., 5000 экз.